# Eliel Saarinen

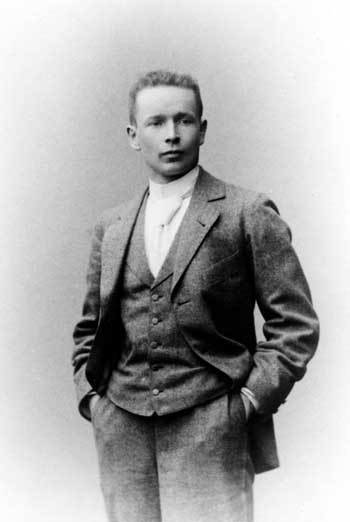
Eliel Saarinen zu Beginn des 20. Jahrhunderts

Gottlieb Eliel Saarinen (* 20. August 1873 in Rantasalmi, Finnland; † 1. Juli 1950 in Bloomfield Hills, USA) war ein finnischer Architekt und Stadtplaner, der vor allem durch seine Jugendstilwerke bekannt wurde. Er ist ein wichtiger Vertreter der finnischen Architektur. Auch sein Sohn Eero Saarinen (1910–1961) erlangte als Architekt große Bekanntheit.

## Leben und Wirken

### Frühe Arbeit
Saarinen studierte von 1893 bis 1897 Architektur und Malerei an der Technischen Universität (heute: Aalto-Universität) in Helsinki. Während des Studiums traf er seine späteren Partner Herman Gesellius und Armas Lindgren, mit denen er das gemeinsame Architekturbüro Gesellius, Lindgren and Saarinen eröffnete. Saarinens erster Auftrag in der Firma war der Entwurf für den finnischen Pavillon der Weltausstellung in Paris 1900. Sein Entwurf war eine Mischung aus finnischer Holzarchitektur, einem britisch-neogotischen Stil und Elementen des Jugendstils. Der Stil prägte wesentlich die Nationalromantik, die ihren Höhepunkt im Bauwerk des Hauptbahnhofs von Helsinki findet. Das von ihm 1904 entworfene Gebäude wurde in den Jahren 1910 bis 1914 errichtet. Am 6. März 1904 heiratete Saarinen die Bildhauerin Minna Carolina Mathilda Louise (Loja) Gesellius aus Helsinki. Saarinen arbeitete von 1896 bis 1907 für das Architekturbüro. Zwei Jahre davor schied Lindgren aus, als er Direktor der Architekturschule der Technischen Universität wurde.
Von 1910 bis 1915 arbeitete Saarinen hauptsächlich an dem umfangreichen städtebaulichen Projekt Munksnäs-Haga, einem Stadtviertel Helsinkis. Das Projekt wurde allerdings wegen zu hoher Kosten nicht vollständig realisiert. Seine Erfahrungen aus dieser Arbeit publizierte er später in einem Buch. Im Januar 1911 wurde er Berater für die Stadtplanung der estnischen Stadt Reval und wurde auch eingeladen, die Stadt Budapest in ihrer Entwicklung zu beraten. 1912 erreichte er beim Gestaltungswettbewerb für die neue australische Hauptstadt Canberra den zweiten Platz, hinter Walter Burley Griffin und vor Alfred Agache. Im April 1913 erhielt er den ersten Preis eines internationalen Wettbewerbs für seine Planungen für Reval. In den Jahren 1917 und 1918 arbeitete er an der Stadtplanung des Großraums Helsinki. Ebenfalls noch in den 1910er Jahren erweiterte er in Helsinki das Svenska Teatern. Das Design der 1922 eingeführten Banknoten der Finnischen Markka stammt von Eliel Saarinen.

### Umzug in die Vereinigten Staaten
Eliel Saarinen wanderte 1923 in die Vereinigten Staaten aus, kurz nachdem er bei einem Architekturwettbewerb für den Tribune Tower in Chicago unterlag. Obwohl er dabei den zweiten Platz belegte, wurde sein Entwurf durch den Bau des Gulf Building in Houston 1929 realisiert. Saarinen lebte zunächst in Evanston, wo er an der Entwicklung der Uferfront von Chicago mitarbeitete. 1924 arbeitete er als Gastprofessor an der University of Michigan.
Im Jahr 1925 fragte ihn George Gough Booth, ob er den Campus der Cranbrook Educational Community im Stile des Bauhauses gestalten wolle. Saarinen wurde Dozent an der Cranbrook Academy of Art und 1932 zu ihrem Vorsteher gewählt. Zu seinen Studenten zählten Ray Eames und Charles Eames, deren Möbeldesign er maßgeblich beeinflusste. Auch der Architekt und Stadtplaner Edmund Bacon und die Textildesignerin und Innenarchitektin Ruth Adler Schnee gehörten zu seinen Schülern. Später wurde Saarinen ordentlicher Professor an der University of Michigan. Heutzutage ist ein Lehrstuhl am A. Alfred Taubman College of Architecture and Urban Planning ihm zu Ehren benannt. Ab Mitte der 1930er-Jahre arbeitete Eliel Saarinen auch mit seinem Sohn Eero zusammen. Zu ihren gemeinsamen Arbeiten zählt beispielsweise die Kleinhans Music Hall in Buffalo.
Eliel Saarinen hatte mit seiner Frau Loja (1879–1968) neben dem Sohn Eero eine Tochter Eva-Lisa (Pipsan).

## Bauwerke (Auswahl)

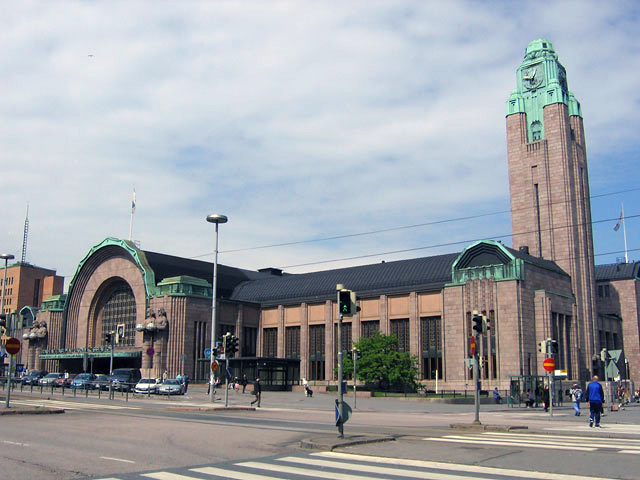
Hauptbahnhof Helsinki

- 1900: Pavillon auf der Weltausstellung Paris 1900
- 1902: Hvitträsk in Kirkkonummi
- 1911: Finnisches Nationalmuseum in Helsinki
- 1913: Hauptbahnhof Viipuri
- 1914: Sankt-Paul-Kirche (Pauluse kirik) in Tartu
- 1919: Hauptbahnhof Helsinki
- 1940: Kleinhans Music Hall in Buffalo, New York, USA (zusammen mit seinem Sohn Eero)
- 1942: First Christian Church in Columbus, Indiana, USA
- 1942: Cranbrook Educational Community in Bloomfield Hills, Michigan, USA
- 1948: Original Wing Des Moines Art Center in Des Moines, Iowa, USA
- 1949: Christ Church Lutheran in Minneapolis, Minnesota, USA

## Ehrungen

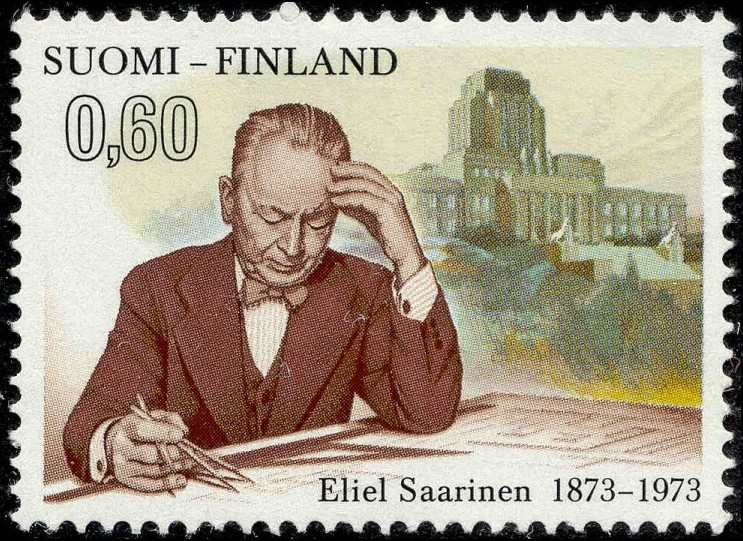
Saarinen-Sondermarke

- 1946: Wahl zum Mitglied (NA) der National Academy of Design[1]
- 1950: Royal Gold Medal des Royal Institute of British Architects

Die finnische Post würdigte Saarinen Eliel Saarinen zu seinem 100. Geburtstag 1973 mit einer Sonderbriefmarke. Saarinen erhielt die Ehrendoktorwürde der Universitäten Helsinki, der Technischen Universität Helsinki sowie der Universitäten in Karlsruhe, Michigan, Harvard und Iowa. Das 1956 eröffnete Finnische Architekturmuseum begründete seine Sammlung zum Teil auf dem Nachlass von Eliel Saarinens Schriften und Aufzeichnungen, die seine Ehefrau Loja 1952 an die finnische Architekturvereinigung gestiftet hatte.
2001 erschien auf Englisch und Deutsch der Roman The Cloud Sketcher (Der Wolkenfänger) von Richard Rayner. Die Hauptfigur des Buches, der Architekt Esko Vanaanen, ist in Teilen angelegt an Eliel Saarinen.

## Publikationen
- The search for form in art and architecture, Dover Publications, New York 1985, ISBN 978-0-486-24907-0. (Nachdruck)